# کیک ماه بزرگ برای ستاره کوچولو
کیک ماه بزرگ برای ستاره کوچولو یا یک گاز کوچولو از کیک ماه (انگلیسی: A Big Mooncake for Little Star) کتاب تصویری نوشتهٔ گریس لین است که در سال ۲۰۱۸ منتشر شد. لین تصویرگری این کتاب را نیز انجام داده است. داستان دربارهٔ ستاره کوچولو است که آرام‌آرام مشغول خوردن کیک ماه بزرگی می‌شود که مادرش آن را پخته است. این کتاب، هم از نظر موضوع و هم از نظر سبک تصویرسازی، نقطهٔ عطفی در کارنامهٔ لین به‌شمار می‌رود. این اثر با استقبال خوبی از سوی نقادان مواجه شد و در سال ۲۰۱۹، نشان کالدکوت را دریافت کرد. تصاویر این کتاب به‌طور چشمگیری از رنگ سیاه بهره می‌برند و برای انتقال داستان و مفاهیم آن، به شکلی توأمان به کلمات و تصاویر متکی هستند.

## داستان
مادر ستاره کوچولو پختن یک «کیک ماه بزرگ» را به پایان رسانده است و از دخترش می‌خواهد که به آن دست نزند. با این حال، ستاره کوچولو نیمه‌شب از خواب بیدار می‌شود و فراموش می‌کند که مادرش چه چیزی از او خواسته بود. او گاز کوچکی به کیک می‌زند و دوباره به رختخوابش برمی‌گردد. این اتفاق هر شب تکرار می‌شود و کیک ماه کوچک و کوچک‌تر می‌شود، تا اینکه مادر ستاره کوچولو به ماجرا پی می‌برد. در پایان داستان، مادر و دختر یک کیک ماه دیگر می‌پزند.

## زمینه و انتشار
کیک ماه بزرگ برای ستاره کوچولو به مناسبت جشن نیمهٔ پاییز که لین آن را «جشن ماه پاییزی» می‌نامد و از تعطیلات مورد علاقه‌اش در فرهنگ آسیایی محسوب می‌شود، نوشته شد. او پس از آنکه داستان‌های سنتی مانند خرگوش ماه را برای دختر سه ساله‌اش تعریف کرده و دخترش تقاضای داستان‌های بیشتری کرده بود، به‌دنبال داستانی برای این جشن بود. ایدهٔ شکل‌گیری داستان زمانی به ذهنش رسید که دخترش تمام کیک‌های ماه آن سال را خورد و فهمید تا سال بعد، دیگر کیک ماهی در کار نخواهد بود. لین با این کتاب، احساس یأس و ناامیدی خود را که پس از انتخابات ریاست جمهوری ۲۰۱۶ ایالات متحده تجربه کرده بود و همچنین متأثر از نمایشگاه آثار رابرت مک‌کلوسکی با موضوع آمریکانا که با دخترش به آنجا رفته بود، بیان کرد. هنگام بازدید از نمایشگاه، لین متوجه فقدان حضور شخصیت‌های آسیایی برای دخترش شد و سپس به نقاشی‌های کولز فیلیپس که در آن‌ها شخصیت‌ها با پس‌زمینه ادغام می‌شدند و فاقد شخصیت‌های آسیایی بودند، فکر کرد. شخصیت ستاره کوچولو نیز از دختر لین الهام گرفته شد و همچنین به‌عنوان نمونه‌ای از حضور آسیایی‌ها که لین احساس می‌کرد جای خالی‌اش مشهود است، ایجاد شد.
انتشارات لیتل، براون اند کمپانی این کتاب را در ۲۸ اوت ۲۰۱۸ منتشر کرد.

## نگارش و تصویرسازی
این کتاب برای لین، تغییری موضوعی را رقم زد؛ به طوری که از تمرکز بر بررسی میراث آسیایی، به سمت تثبیت هویت آمریکایی‌اش حرکت کرد. داستان کیک ماه بزرگ برای ستاره کوچولو که به گام‌های ماه می‌پردازد، سبکی جدید در تصویرگری برای لین بود. او پیش از آن، برای تصویرگری کتاب‌های فصل‌دارش، مانند جایی که کوه با ماه دیدار می‌کند، از چاپ قالبی استفاده می‌کرد. در این اثر، لین برای خلق تصاویر، تکنیک استفاده از گواش بر روی کاغذ آبرنگ را به کار گرفت. رنگ سیاه در تصویرسازی‌های این کتاب نقش بسزایی دارد و به ایجاد فضای آسمان شب کمک می‌کند. سامانتا هانت، نویسندهٔ نیویورک تایمز، نوشت که «تاریکی عمیق صفحات کتاب با درخشش طلایی ستارگان جلوه‌ای خاص می‌یابد.» غذا با پس‌زمینه ترکیب می‌شود و تصاویر فضایی را بیشتر نمایان می‌کند؛ خرده‌های کیک ماه به ستارگان بدل می‌شوند و شیر ریخته شده، یادآور کهکشان راه شیری است. این امر، مضمون فضایی کتاب را تقویت می‌کند؛ به طوری که خوردن کیک‌های ماه توسط ستاره کوچولو، نشان‌دهندهٔ گام‌های ماه است، اگرچه این موضوع به‌طور مستقیم بیان نشده است. استفادهٔ زیاد از رنگ سیاه، همچنین به تمرکز بیشتر بر مکان و چگونگی جایگذاری متن در کتاب کمک کرده و مضمون فضایی را نیز تقویت می‌کند. ترکیب نوشته‌ها و تصاویر لین، لحنی رازآلود و تا حدی جسورانه در این حکایت اصیل ایجاد کرد.
رابطهٔ میان مادر و دختر در کتاب، حس آرامش و امنیت را به مخاطب منتقل می‌کند. لین به‌ویژه از کاغذهای انتهایی کتاب و ارجاع آن‌ها به کتاب بلوبری برای سال اثر مک‌کلوسکی احساس غرور می‌کرد. او همچنین در پی آن بود که «همان پیوند میان مادر و دختر، آن عشق جاودان خانوادگی و انتقال سنت‌ها و مهارت‌ها» را منعکس کند. این کتاب همچنین با در آشپزخانه شب اثر موریس سنداک مقایسه شد.

## بازخوردها و جوایز
این کتاب به‌طور کلی نقدهای بسیار خوبی دریافت کرد. نشریات کرکوس ریویوز و پابلیشرز ویکلی به آن نقد ستاره‌دار دادند و به‌عنوان بهترین کتاب سال ۲۰۱۸ برگزیدند. واشینگتن پست نیز آن را در فهرست بهترین کتاب‌های سال خود قرار داد. کتاب نقدهای ستاره‌دار دیگری نیز از نشریه‌های بوکلیست، هورن بوک مگزین و اسکول لایبرری ژورنال دریافت کرد. ایلین کوپر، نویسنده و ویراستار در نشریهٔ بوکلیست، به‌ویژه تصاویر و «شخصیت‌های جذاب لین که با حالات چهره زنده می‌شوند» را تحسین کرد.
این کتاب در سال ۲۰۱۹ به‌دلیل تصویرسازی‌هایش، جایزهٔ نشان کالدکوت را دریافت کرد. لین سعی داشت تا از هیاهوی پیرامون احتمال کالدکوت گرفتن کتاب کیک ماه بزرگ برای ستاره کوچولو فاصله بگیرد. او از آنجا که شانس برنده شدن را پایین تصور می‌کرد، برای زمان اعلام جوایز، یک نوبت ماساژ برنامه‌ریزی کرد تا «وقتی رؤیا به پایان می‌رسد، احساس خاص بودن کند.» زمانی که تا حوالی ظهر خبری نشنید، با خود گفت که اتفاق نخواهد افتاد، پس هنگامی که تلفنش به صدا درآمد، شگفت‌زده شد. برای لین، که به‌دلیل ارتباط کریس ون آلسبرگ (برندهٔ چند جایزه کالدکوت) با مدرسه طراحی رود آیلند، در آنجا تصویرسازی خوانده بود، کالدکوت نمادی از کیفیت به‌شمار می‌رفت. وال استریت ژورنال اشاره کرد که این کتاب در میان مجموعه‌ای «دلپذیر» از کتاب‌های برندهٔ نشان کالدکوت قرار داشت.